# BSt Maximum 24
Zwischen 1908 und 1919 beschafften die Straßenbahnen der Stadt Berlin (SSB) sowie die Berliner Elektrische Straßenbahnen AG (BESTAG) eine Serie von insgesamt 123 Maximum-Triebwagen. 1920 gingen die Fahrzeuge in den Bestand der Berliner Straßenbahn (BSt) über, die sie unter der Typenbezeichnung Maximum 24 führte und 1924 umbauen ließ. 1934 erhielten sie die Bezeichnung TDS beziehungsweise TDS 08/24. Während bei der BVG-West alle Fahrzeuge bis 1955 ausgemustert wurden, versahen die bei der BVG-Ost verbliebenen Fahrzeuge bis 1970 ihren Dienst. Ein Teil der Wagen wurde in das Rekonstruktionsprogramm mit einbezogen.

## Entwicklung

### Auslieferung
Die erste Lieferung von 28 Wagen ging 1908 an die SSB, die am 1. Juli 1908 den regulären Fahrgastbetrieb aufnahm. Weitere Lieferungen erfolgten mit dem stetigen Netzausbau in den Jahren 1909, 1910, 1913 sowie 1919. Die BESTAG beschaffte zusätzlich im Jahr 1911 acht gleichartige Triebwagen für ihren Pankower Betriebsteil.
Der Wagenkasten hatte bei einer Länge von 7,2 Metern ohne Plattform je acht Seitenfenster, die im oberen Viertel geteilt waren. Die oberen Ecken der Fenster waren abgerundet. Die unteren, in Messingrahmen gefassten Scheiben konnten bei Bedarf herabgelassen werden. Der Innenraum wurde durch das Laternendach mit acht beweglichen Fenstern je Seite belüftet. Die Rahmen der Oberlichtfenster bestanden aus Mahagoniholz, die Scheiben aus braunem oder grünen Glas mit Sternchenmuster. Das Kastengerippe war aus Eichenholz gefertigt und ruhte auf einem hölzernen, mit Eisen verstärkten Bodenrahmen. Die Plattformen waren mit Ausnahme der 1919 gelieferten Serie offen. An den Stirnwänden waren Schutzwesten angebracht. Oberhalb der Stirnwände waren die drehbaren Zielschildkästen angebracht sowie links und rechts davon die Signalleuchten. Bei den Wagen der SSB war anstelle der linken Signalleuchte eine größere Signaltafel zur Linienkennzeichnung angebracht.
Die Drehgestelle und Seitenträger bestanden aus Gusseisen. Bei einigen SSB-Wagen sowie bei den Wagen der BESTAG waren die Seitenträger jedoch aus gekanteten Stahlblechprofilen gefertigt.
Im Innern der Wagen befanden sich acht Sitzreihen in der Anordnung 2+1, die insgesamt 24 Fahrgästen Platz boten. Die Lehnen waren umklappbar und erlaubten es so, immer in Fahrtrichtung zu sitzen. Die Sitze waren gepolstert und mit grünem Plüsch bezogen, die Gestelle bestanden aus verziertem Grauguss. Als Innenverkleidung wählte man wiederum Mahagoni. Die Wagendecke wurde dagegen aus Vogelaugenahorn gefertigt und mit Ornamenten verziert. Der Wagenbeleuchtung dienten ein dreiarmiger und zwei zweiarmige Kronleuchter mit tropfenförmigen geschliffenen Kristallglocken. Haltestangen, Griffe und Beschläge wurden allesamt aus Messing gefertigt.
Die elektrische Ausrüstung lieferte Siemens & Halske. Als Antrieb dienten zwei Tatzlagermotoren, die die Kraft über ein Zahnradvorgelege auf die Treibachsen übertrugen. Es kamen hierbei verschiedene Motortypen mit einer Leistung zwischen 24 und 36 Kilowatt zum Einbau. Als Betriebsbremse wurden eine Druckluftbremse verwendet, die auf alle vier Achsen eines Wagens wirkte. Die benötigte Luft wurde dazu von einem Achskompressor erzeugt, der von einer der beiden Laufachsen angetrieben wurde. Vor dem Verlassen des Betriebshofs wurden die Luftbehälter von einem fahrbaren Kompressor aufgefüllt. Als Feststellbremse diente eine Spindelhandbremse, die auf alle acht Räder wirkte. Die Stromabnahme erfolgte über einen Lyrabügel. Bei der „Städtischen“ war dieser drehbar, bei der „Elektrischen“ hingegen nach hinten umklappbar.
Die Wagen waren bei den Städtischen Straßenbahnen ockergelb lackiert und schwarz abgesetzt. Die einzelnen Felder der Seiten- und Stirnwände waren ferner mit rotbraunen Zierlinien abgesetzt. Die Beschriftung wurde aus Blattgold mit rotbraunen Schattierungen hergestellt. Drehgestelle und Dach waren grau lackiert. Bei der BESTAG kam eine ähnliche Lackierung zur Anwendung.

### Erster Umbau

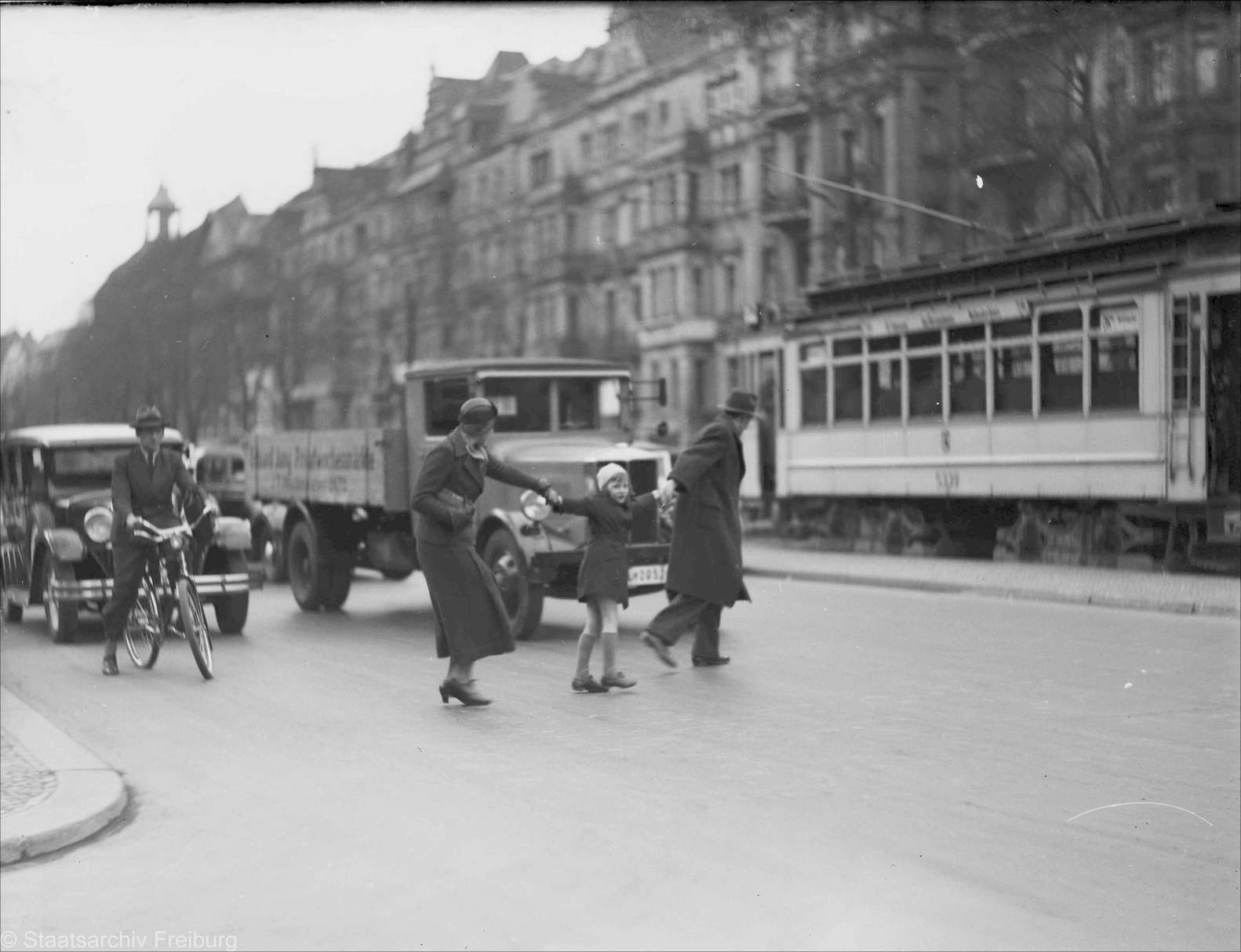
TDS 08/24 auf dem Kurfürstendamm, 1935

1920 wurden die Fahrzeuge in das Nummerierungsschema der BSt eingereiht und als Typ Maximum 24 geführt. Mit der Anpassung der Fahrleitungsanlagen erhielten sie bis 1922 Rollenstromabnehmer. Ab 1924 wurden alle Wagen einem umfangreichen Umbau unterzogen. Die Plattformen wurden verlängert und durch die Berliner Einheitsbauart ersetzt. Anstelle der Druckluftbremsen kamen bei Berliner Straßenbahnwagen einheitlich verwendete Widerstandsbremsen zum Einbau. Da diese nur auf die Treibachsen wirkt, kam in jedem Drehgestell ein Schienenbremspaar mit einem Anpressdruck von 250 Kilonewton zum Einbau, das elektrisch in den Bremsstromkreis integriert war. Die Handbremse wurde so umgebaut, dass sie nun auf Bremstrommeln wirkte, die wiederum auf die Ankerwelle der Fahrmotoren wirkte. Anstelle der unterschiedlichen Fahrmotortypen wurden einheitlich USL 323 mit 45 Kilowatt Leistung eingebaut, die Triebwagen konnten damit mit zwei Beiwagen verkehren. Die Lackierung wurde dem neuen Schema der Berliner Straßenbahn angepasst: chromgelbe Schürze, weißes Fensterband und graues Dach. Die Drehgestelle der vormaligen BESTAG-Wagen wurden durch herkömmliche Maximum-Drehgestelle ersetzt, so dass keine Unterschiede mehr zu den Wagen der vormaligen SSB bestanden. Ein Teil der Wagen erhielt nach dem Umbau eine neue Wagennummer, so dass die gesamte Bauart die durchgehende Nummerngruppe von 5315 bis 5437 erhielt.
1934 erhielten die Wagen mit der Einführung des Typenschlüssels der Berliner Verkehrsbetriebe die Bezeichnung TDS beziehungsweise TDS 08/24.
Den Wagen 5330 (ex SSB 9) musterte die BVG nach einem Unfall im Jahr 1938 aus. 17 Wagen gingen unmittelbar im Zweiten Weltkrieg verloren, die Wagen 5324 und 5437 wurden darüber hinaus kurz nach Kriegsende ausgemustert.

### Verwaltungstrennung und Ausmusterung

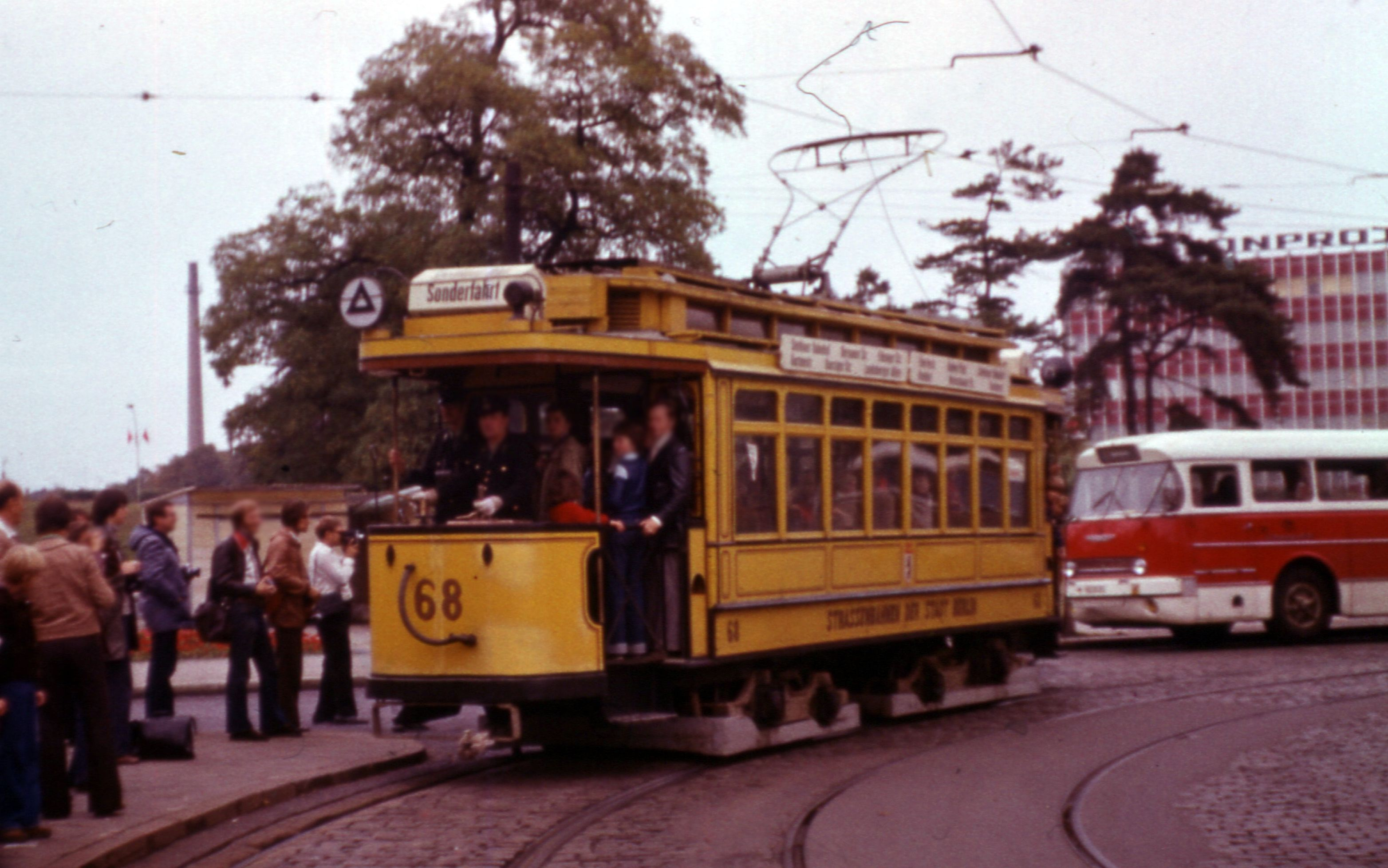
Historischer Triebwagen 68 im Jahr 1979 anlässlich der Jubiläen „100 Jahre elektrische Lokomotive“, „50 Jahre Raw Dessau“ und „30 Jahre DDR“ vor dem Dessauer Hauptbahnhof

Bei der Verwaltungstrennung der BVG im August 1949 verblieben 56 Wagen bei der BVG-Ost und 47 bei der BVG-West. Bis 1955 erhielten die Wagen im Zuge der Fahrleitungsumstellung Scherenstromabnehmer. Die in West-Berlin stationierten Wagen mussten gemäß den neuen Auflagen der BOStrab, die den Einsatz von Straßenbahnwagen mit Holzaufbauten untersagte, bis 1955 ausgemustert werden. Sie wurden anschließend bis 1956 ausnahmslos verschrottet. Die BVG-Ost hingegen baute ihre Fahrzeuge zu Beginn der 1950er Jahre um. Das Laternendach wurde durch ein Tonnendach ersetzt und die Zielschilderkästen in dieses integriert, die Bestuhlung wurde geringfügig geändert und bot nun 26 Fahrgästen Platz. 1958/59 erhielten 35 Wagen im Rahmen einer Hauptuntersuchung Fahrersitze.
Der Wagen 5348 wurde 1964 nach Potsdam abgegeben, wo der unter der Nummer 126III ein Jahr lang verkehrte und anschließend ausgemustert wurde. Im gleichen Jahr erfuhr der Wagen 5416 einen Umbau. Der originale Triebwagen wurde bei einem Unfall beschädigt und anschließend ausgemustert. Auf die vorhandenen Drehgestelle wurde dann der Wagenkasten des Wagens 5231 (Typ TD 07/25) aufgesetzt. Die Wagennummer 5416 blieb erhalten.
Ein Teil der Wagen wurde noch 1967 für den OS-Betrieb umgerüstet.
Ab 1968 begann die Ausmusterung der bei der BVG-Ost verbliebenen Wagen. 34 Fahrzeuge wurden in das Rekoprogramm einbezogen, wobei wie bei allen Wagen mit Maximumdrehgestellen nur wenige Teile, insbesondere der elektrischen Ausrüstung, weiterverwendet werden konnten. Die übrigen Wagen wurden bis 1970 ausgemustert. Die drei Triebwagen 5339 (ex SSB 18), 5366 (ex SSB 68) und 5403 (ex SSB 218) blieben erhalten und gingen zunächst in die Rechtsträgerschaft des Märkischen Museums über. Der Wagen 5339 wurde kurz darauf verschrottet. Der Wagen 5366 wurde 1973 in den Auslieferungszustand von 1910 zurückgebaut, erhielt seine ursprüngliche Wagennummer und war bis 1993 als fahrfähiges Exemplar unterwegs. Er kam anschließend in die Fahrzeugsammlung des Deutschen Technikmuseums. Die Aufarbeitung des Wagens 5403 zum historischen Fahrzeug 218 wurde 2012 abgeschlossen. Er wurde bei der Woltersdorfer Straßenbahn rekonstruiert, wo er seit dem Abschluss der Arbeiten auch zum Einsatz kommt.

## Wagenliste
Die nachfolgende Tabelle bietet eine Übersicht über sämtliche Fahrzeuge des Typs, ihre Nummerierung sowie den Verbleib nach 1949 an. Für während des Zweiten Weltkrieges verloren gegangene Fahrzeuge ist das Kürzel KV (Kriegsverlust) angegeben, die Kürzel O und W geben an, ob das Fahrzeug nach 1949 bei der BVG-Ost oder BVG-West verblieb. Für in das Rekoprogramm einbezogene Fahrzeuge wird nach dem Ausmusterungsjahr der Klammerzusatz (Reko) angegeben.
Zur besseren Übersicht sind diverse Einträge farblich hervorgehoben. Die von der BESTAG beschafften Wagen sind grau unterlegt. Rot unterlegte Wagen sind ausgemustert und zerlegt, gelb unterlegte wurden in das Rekoprogramm einbezogen, grün unterlegte sind erhalten.
| Baujahr | Nr. | ab 1920 | ab 1924 | O/W | Ausmusterung | Ausmusterung | Baujahr | Nr.  | ab 1920 | ab 1924 | O/W             | Ausmusterung | Ausmusterung | Baujahr | Nr.    | ab 1920         | ab 1924     | O/W | Ausmusterung |
| ------- | --- | ------- | ------- | --- | ------------ | ------------ | ------- | ---- | ------- | ------- | --------------- | ------------ | ------------ | ------- | ------ | --------------- | ----------- | --- | ------------ |
| 1908    | 1   | 4399    | 5437II  |     | KV           |              | 1910    | 65   | 5363    | 5363    | O               | 1969 (Reko)  |              | 1913    | 210    | 5395            | 5395        | O   | 1967         |
| 1908    | 2   | 5323    | 5323    | W   | 1955         | 66           | 1910    | 5364 | 5364    | W       | 1955            | 211          | 5396         | 5396    | O      | 1968 (Reko)     |             |     |              |
| 1908    | 3   | 5324    | 5324    |     | KV           | 67           | 1910    | 5365 | 5365    | O       | 1968 (Reko)     | 212          | 5397         | 5397    | O      | 1969 (Reko)     |             |     |              |
| 1908    | 4   | 5325    | 5325    | O   | 1970         | 68           | 1910    | 5366 | 5366    | O       | 1969 (hist. Tw) | 213          | 5398         | 5398    | W      | 1955            |             |     |              |
| 1908    | 5   | 5326    | 5326    | W   | 1955         | 69           | 1910    | 5367 | 5367    | O       | 1970 (Reko)     | 214          | 5399         | 5399    | W      | 1955            |             |     |              |
| 1908    | 6   | 5327    | 5327    |     | KV           | 70           | 1910    | 5368 | 5368    | W       | 1955            | 215          | 5400         | 5400    | O      | 1969 (Reko)     |             |     |              |
| 1908    | 7   | 5328    | 5328    | W   | 1955         | 71           | 1910    | 5369 | 5369    | W       | 1955            | 216          | 5401         | 5401    |        | KV              |             |     |              |
| 1908    | 8   | 5329    | 5329    |     | KV           | 72           | 1910    | 5370 | 5370    | W       | 1955            | 217          | 5402         | 5402    |        | KV              |             |     |              |
| 1908    | 9   | 5330    | 5330    |     | 1938         | 73           | 1910    | 5371 | 5371    |         | KV              | 218          | 5403         | 5403    | O      | 1970 (hist. Tw) |             |     |              |
| 1908    | 10  | 5331    | 5331    | W   | 1955         | 74           | 1910    | 5372 | 5372    | W       | 1955            | 219          | 5404         | 5404    |        | KV              |             |     |              |
| 1908    | 11  | 5332    | 5332    |     | KV           | 75           | 1910    | 5373 | 5373    | O       | 1968 (Reko)     | 220          | 5405         | 5405    |        | KV              |             |     |              |
| 1908    | 12  | 5333    | 5333    | O   | 1970 (Reko)  | 76           | 1910    | 5374 | 5374    | O       | 1970 (Reko)     | 221          | 5406         | 5406    | O      | 1969            |             |     |              |
| 1908    | 13  | 5334    | 5334    | W   | 1955         | 77           | 1910    | 5426 | 5426    | W       | 1955            | 222          | 5407         | 5407    | O      | 1970            |             |     |              |
| 1908    | 14  | 5335    | 5335    | O   | 1969 (Reko)  | 1911         | 133     | 5432 | 5315II  | W       | 1955            | 223          | 5408         | 5408    | O      | 1970 (Reko)     |             |     |              |
| 1908    | 15  | 5336    | 5336    |     | KV           | 1911         | 134     | 5433 | 5316II  | O       | 1969 (Reko)     | 224          | 5409         | 5409    | W      | 1955            |             |     |              |
| 1908    | 16  | 5337    | 5337    | W   | 1955         | 1911         | 135     | 5434 | 5317II  | W       | 1955            | 225          | 5410         | 5410    |        | KV              |             |     |              |
| 1908    | 17  | 5338    | 5338    | O   | 1970         | 1911         | 136     | 5435 | 5318II  | O       | 1969 (Reko)     | 226          | 5411         | 5411    | O      | 1969            |             |     |              |
| 1908    | 18  | 5339    | 5339    | O   | 1970         | 1911         | 137     | 5436 | 5319II  | W       | 1955            | 227          | 5412         | 5412    | O      | 1969 (Reko)     |             |     |              |
| 1908    | 19  | 5340    | 5340    | W   | 1955         | 1911         | 138     | 5437 | 5320II  | W       | 1955            | 228          | 5413         | 5413    | W      | 1955            |             |     |              |
| 1908    | 20  | 5341    | 5341    | W   | 1955         | 1911         | 139     | 5438 | 5321II  | W       | 1955            | 229          | 5414         | 5414    | W      | 1955            |             |     |              |
| 1908    | 21  | 5342    | 5342    | W   | 1955         | 1911         | 140     | 5439 | 5322II  |         | KV              | 230          | 5415         | 5415    |        | KV              |             |     |              |
| 1908    | 22  | 5343    | 5343    | O   | 1968 (Reko)  | 1913         | 90      | 5375 | 5375    | W       | 1955            | 231          | 5416         | 5416    | O      | 1965            |             |     |              |
| 1908    | 23  | 5344    | 5344    | W   | 1955         | 1913         | 91      | 5376 | 5376    | O       | 1969 (Reko)     | 232          | 5417         | 5417    | W      | 1955            |             |     |              |
| 1908    | 24  | 5345    | 5345    | O   | 1970 (Reko)  | 1913         | 92      | 5377 | 5377    | W       | 1955            | 233          | 5418         | 5418    | W      | 1955            |             |     |              |
| 1908    | 25  | 5346    | 5346    | W   | 1955         | 1913         | 93      | 5378 | 5378    | O       | 1968 (Reko)     | 234          | 5419         | 5419    | O      | 1970            |             |     |              |
| 1908    | 26  | 5347    | 5347    | O   | 1968 (Reko)  | 1913         | 94      | 5379 | 5379    | O       | 1968 (Reko)     | 235          | 5420         | 5420    | O      | 1969 (Reko)     |             |     |              |
| 1908    | 27  | 5348    | 5348    | O   | 1965         | 1913         | 95      | 5380 | 5380    | O       | 1969 (Reko)     | 1919         | 29II         | 5427    | 5427   | O               | 1968 (Reko) |     |              |
| 1908    | 28  | 5349    | 5349    | W   | 1955         | 1913         | 96      | 5381 | 5381    | O       | 1969 (Reko)     | 1919         | 30II         | 5428    | 5428   | W               | 1955        |     |              |
| 1909    | 42  | 5350    | 5350    | O   | 1970 (Reko)  | 1913         | 97      | 5382 | 5382    | O       | 1962            | 1919         | 31II         | 5429    | 5429   | O               | 1966        |     |              |
| 1909    | 43  | 5351    | 5351    | O   | 1970 (Reko)  | 1913         | 98      | 5383 | 5383    | O       | 1962            | 1919         | 32II         | 5430    | 5430   | W               | 1955        |     |              |
| 1909    | 44  | 5352    | 5352    | W   | 1955         | 1913         | 99      | 5384 | 5384    | O       | 1970            | 1919         | 33II         | 5431    | 5431   | W               | 1955        |     |              |
| 1909    | 45  | 5353    | 5353    | W   | 1955         | 1913         | 100     | 5385 | 5385    | O       | 1966            | 1919         | 34II         | 5421    | 5421   | O               | 1970 (Reko) |     |              |
| 1909    | 46  | 5354    | 5354    | W   | 1955         | 1913         | 201     | 5386 | 5386    | W       | 1955            | 1919         | 35II         | 5422    | 5422   | W               | 1955        |     |              |
| 1909    | 47  | 5355    | 5355    | W   | 1955         | 1913         | 202     | 5387 | 5387    | W       | 1955            | 1919         | 36II         | 5423    | 5423   |                 | KV          |     |              |
| 1909    | 48  | 5356    | 5356    | O   | 1970 (Reko)  | 1913         | 203     | 5388 | 5388    | O       | 1968 (Reko)     | 1919         | 37II         | 5424    | 5424   | O               | 1968 (Reko) |     |              |
| 1909    | 49  | 5357    | 5357    |     | KV           | 1913         | 204     | 5389 | 5389    |         | KV              | 1919         | 38II         | 5425    | 5425   | O               | 1969 (Reko) |     |              |
| 1910    | 60  | 5358    | 5358    | O   | 1953         | 1913         | 205     | 5390 | 5390    | O       | 1968 (Reko)     | 1919         | 39II         | 4394    | 5432II | W               | 1955        |     |              |
| 1910    | 61  | 5359    | 5359    | O   | 1968 (Reko)  | 1913         | 206     | 5391 | 5391    | O       | 1958            | 1919         | 40II         | 4395    | 5433II |                 | KV          |     |              |
| 1910    | 62  | 5360    | 5360    | W   | 1955         | 1913         | 207     | 5392 | 5392    |         | KV              | 1919         | 41II         | 4396    | 5434II | W               | 1955        |     |              |
| 1910    | 63  | 5361    | 5361    | W   | 1955         | 1913         | 208     | 5393 | 5393    | O       | 1969 (Reko)     | 1919         | 50II         | 4397    | 5435II | O               | 1970        |     |              |
| 1910    | 64  | 5362    | 5362    | O   | 1968 (Reko)  | 1913         | 209     | 5394 | 5394    | O       | 1968 (Reko)     | 1919         | 51II         | 4398    | 5436II | W               | 1955        |     |              |